# The Feeling Is Mutual
The Feeling Is Mutual — студийный альбом американской певицы Хелен Меррилл, записанный при участии пианиста, продюсера и аранжировщика Дика Каца и выпущенный в 1967 году на лейбле Milestone Records.
Также переиздавался под названиями Something Special… и Deep in a Dream.

## Отзывы критиков
| Оценки критиков                     | Оценки критиков |
| Источник                            | Оценка          |
| ----------------------------------- | --------------- |
| AllMusic                            | ·               |
| The Encyclopedia of Popular Music   | [ 5 ]           |
| The Rolling Stone Jazz Record Guide | [ 6 ]           |
| Tom Hull — on the Web               | B+ ()           |

Обозреватель журнала Billboard написал: «Вот уже пару десятилетий Меррилл неизменно выпускает хорошие альбомы. Здесь она предлагает девять стандартов в составе подобранного вручную квинтета, в котором соло сочетается с выразительным вокалом Меррилл». В журнале Cash Box заявили, что это превосходный сет для поклонников джаза. Рекс Рид из Stereo Review отметил, что эта запись — триумф для мисс Меррилл и от всей души рекомендовал добавить её в свою коллекцию. Позже Питер Райли из того же издания заявил, что это, возможно, и не лучшая новая запись месяца, однако это нечто гораздо большее: одна из тех вечных, бесценных, классических записей, которые будут появляться снова и снова на протяжении многих лет в одном воплощении лейбла за другим.
Ричард Мортифольо из AllMusic в своей рецензия написал: Этот альбом 1965 года — первая из двух великолепных сессий Milestone, которые пианист Дик Кац организовал для Хелен Меррилл вскоре после того, как она вернулась в Нью-Йорк после триумфальных выступлений в Японии и Италии. Это несколько более мрачный альбом, чем джемовый A Shade of Difference, хотя в нём участвуют многие из тех же замечательных музыкантов (Джим Холл, Рон Картер, Тэд Джонс, Элвин Джонс). Под сильным влиянием лидера MJQ Джона Льюиса тщательно выверенный подход Каца призван эффективно продемонстрировать вокальное мастерство Меррилл. Основные моменты включают «Here’s That Rainy Day», репризу песни Билли Холидей «Don’t Explain» из классического дебюта Меррилл 1954 года, и волшебную «Deep In A Dream», которая завершает альбом под лирически удачный аккомпанемент Джима Холла на гитаре.
Музыкальный критик Том Халл отметил, что Меррилл всегда хороша, но Джонс и Холл добавляют сюда что-то особенное.

## Список композиций
1. «You’re My Thrill» (Сидни Клэр, Джей Горни) — 3:14
2. «It Don’t Mean a Thing» (Дюк Эллингтон, Ирвинг Миллс) — 4:56
3. «Here’s That Rainy Day» (Джонни Бёрк, Джимми Ван Хьюзен) — 2:38
4. «Baltimore Oriole» (Хоги Кармайкл, Пол Фрэнсис Уэбстер) — 4:48
5. «Don’t Explain» (Билли Холидей, Артур Херцог мл.) — 2:34
6. «What Is This Thing Called Love?» (Коул Портер) — 3:38
7. «The Winter of My Discontent» (Том Беренджер, Алек Уайлдер) — 6:01
8. «Day Dream» (Дюк Эллингтон, Джон Латуш, Билли Стрейхорн) — 5:12
9. «Deep In a Dream» (Эдди Деланж, Джимми Ван Хьюзен) — 3:12

## Участники записи
- Аранжировка, продюсер, фортепиано — Дик Кац
- Бас — Рон Картер (1, 2, 4-9)
- Вокал — Хелен Меррилл
- Гитара — Джим Холл (2, 4-9)
- Запись — Рэй Холл, Элвин Кэмпбелл
- Корнет — Тед Джонс (2, 4, 5, 6-8)
- Примечания — Дик Кац, Оррин Кипньюс
- Супервайзер — Джордж Авакян
- Ударные — Пит Ларока (2, 5, 6, 8), Арни Уайз (4, 7)